# Laima (producent słodyczy)
Laima – łotewska marka słodyczy oraz ich producent z siedzibą główną w Rydze. W 2015 roku przejęta przez norweski holding Orkla. Swoją nazwę wzięła od Laimy, bałtyjskiej bogini losu i szczęścia.
W 2020 roku pod marką Laima oferowano tabliczki czekolady, bombonierki i czekoladki w pudełkach ozdobnych (w tym likworki Prozit), cukierki, zefiry, draże (w tym owoce w czekoladzie), galaretki i cukierki twarde (karmelki np. toffee, cukierki owocowe). Wśród sprzedawanych kolekcji znajdowały się słodycze oparte na Ryskim Czarnym Balsamie (Rīgas Melnais balzams).

## Historia
Początki firmy datują się na rok 1870, gdy Theodor Riegert otwarł pierwszą na Łotwie fabrykę czekolady, działającą pod jego nazwiskiem. W 1881 roku powstała fabryka jego nowej głównej konkurentki, Ludmiły Goegginger. W roku 1921 kilku żydowskich kupców, w tym Eliasz Fromenczenko, założyło nową fabryczkę słodyczy, „Makedonija”, a już w 1925 roku założyciele „Makedoniji” tworzą nową markę czerpiącą z mitologii bałtyjskiej i odnoszącą się do imienia Laimy, bóstwa opiekuńczego.
Pod marką Laima rozpoczęto produkcję różnych słodyczy, m.in. gum do żucia. W 1937 roku rząd łotewski kupił udziały w spółkach akcyjnych „Rigets” i „Laima”, po czym je połączył pod tą drugą nazwą. W 1940 roku Laima została znacjonalizowana, a fabryce L.W. Goegginger nadano nową nazwę „Uzvara” („Zwycięstwo”). W roku 1958 Laima produkowała 169 rodzajów słodyczy, w tym cukierki „Serenāde”, „Trifele”, „Sarkanā Magone”, „Vāverīte” oraz „Prozit”. W 1959 roku wobec rosnącego popytu łotewscy producenci się specjalizują: Laima skupia się na produktach czekoladowych.
W 1998 roku Laima przejęła Uzvarę, a tradycyjne zefiry i karmelki Uzvary zyskały nową markę. W roku 2005 otwarto czekoladowy pokój, w 2013 roku rozbudowany do muzeum czekolady.
Od 1993 roku Laima działa jako spółka akcyjna. W 2010 roku kontrolę nad nią i szeregiem innych spółek jak Starubadze i Gutta, poprzez 51% udziałów w spółce Nordic Partners Limited, przejął holding Nordic Partners. W sierpniu 2014 roku ogłoszono z kolei przejęcie grupy spożywczej Nordic Partners wraz z marką Laima przez norweski holding Orkla. Umowa weszła w życie 26 sierpnia 2014 roku, 12 lutego następnego roku skompletowano zgody antymonopolowe a całość transakcji sfinalizowano 11 marca 2015 roku.
W centrum Rygi, na bulwarze Wolności i naprzeciwko Pomnika Wolności znajduje się charakterystyczny zegar nazywany współcześnie „Laima”, noszący od 1934 roku reklamę firmy, odnowiony przez firmę w 1999 roku i stanowiący miejsce spotkań.